# Överlämnande till särskild vård
Överlämnande till särskild vård är en påföljd som domstol kan ådöma en person med missbruk eller psykisk störning, som begått brott.  

## Missbrukare
Om missbrukaren kan få vård enligt lagen om vård av missbrukare, kan rätten åt socialnämnden överlämna att se till att sådan tvångsvård ordnas. Vid allvarligare brottslighet när påföljden kan bli strängare än fängelse i ett år, fordras särskilda skäl.

## Personer med psykisk störning
Lider den som har begått ett brott, där påföljden måste bli strängare än böter, av en allvarlig psykisk störning, får rätten enligt lagen om rättspsykiatrisk vård överlämna honom/henne till rättspsykiatrisk vård, vilket innebär att han/hon ska tas in på en sjukvårdsinrättning för psykiatrisk vård.
Högsta domstolen har i dom 24 mars 1998 i mål nr B 3235/97 överlämnat en för mord åtalad person till rättsspsykiatrisk vård.
Högsta domstolen kom till en annan utgång i ett mål där gärningsmannen i ett psykosartat tillstånd och alkoholberusning mördat sju människor och försökt mörda ytterligare tre. Högsta domsolen förutsatte att gärningsmannen haft starkt nedsatt förmåga att kontrollera sitt handlande, vilket i enlighet med 29 kap 3 § 1 st brottsbalken skall beaktas som mildrande vid bedömningen av straffvärdet. Högsta domstolen beslöt dock i dom meddelad d 13 febr 1995 att även med hänsyn tagen till detta var det inte möjligt att tillämpa annan påföljd än fängelse på livstid.
Har brottet begåtts under påverkan av en allvarlig psykisk störning, får rätten besluta att särskild utskrivningsprövning skall äga rum, om det till följd av den psykiska störningen finns risk för återfall i brottslighet, som är av allvarligt slag. Sådan utskrivningsprövning prövas av förvaltningsrätten. Sådant beslut får inte fattas utan att en rättspsykiatrisk undersökning skett enligt lagen (1991:1137) om rättspsykiatrisk undersökning.

## Unga personer
Den som är under tjugoett år och som begått brott, får dömas till ungdomsvård om han eller hon har ett särskilt behov av vård.

### Vård enligt socialtjänstlagen
Denna vård kan ske enligt socialtjänstlagen (2001:453). Ungdomsvård får endast dömas ut om socialtjänstens planerade åtgärder kan anses tillräckligt ingripande vad gäller brottslighetens straffvärde och art samt den unges tidigare brottslighet. Skall åtgärderna vidtas med stöd av socialtjänstlagen, skall rätten meddela föreskrift om att den unge skall följa det ungdomskontrakt som upprättats av socialnämnden. Innehållet i kontraktet skall framgå av domen.

### Vård enligt lagen med särskilda bestämmelser om vård av unga
Vården kan ske enligt lagen (1990:52) med särskilda bestämmelser om vård av unga. I så fall skall den vårdplan som upprättats av socialnämnden fogas till domen.

### Ungdomstjänst
Den som är under tjugoett år och som begått brott får dömas till ungdomstjänst om den unge samtycker till det. Den som döms till ungdomstjänst skall åläggas att utföra oavlönat arbete i minst tjugo och högst etthundrafemtio timmar. Ungdomsvård kan förenas med ungdomstjänst eller med dagsböter, dock högst 200.

### Sluten ungdomsvård
Har någon begått brott innan han fyllt arton år och påföljden borde bli fängelse, kan domstolen utdöma sluten ungdomsvård i minst fjorton dagar och högst fyra år. Verkställigheten ska ske vid särskilt ungdomshem som Statens institutionsstyrelse svarar för enligt lagen (1998:603) om verkställighet av sluten ungdomsvård.

## Fotnoter
1. ↑  31 kap. 2 § Brottsbalken (1962:700)
2. ↑  4 § Lag (1988:870) om vård av missbrukare i vissa fall
3. ↑  31 kap. 2 § 2 stycket Brottsbalken (1962:700)
4. ↑  31 kap. 3 § Brottsbalken (1962:700)
5. ↑  NJA 1998 s. 162
6. ↑  29 kap. 3 § Brottsbalken (1962:700)
7. ↑  NJA 1995 s. 48
8. ↑  31 kap. 3 § 2 stycket Brottsbalken (1962:700)
9. ↑  16 § Lag (1991:1129) om rättspsykiatrisk vård
10. ↑  3 § Lag (1991:1137) om rättspsykiatrisk undersökning
11. ↑  32 kap. Brottsbalken (1962:700)
12. ↑  32 kap. 1 § 3 stycket Brottsbalken (1962:700)
13. ↑  5 kap. 1b § Socialtjänstlagen (2001:453)
14. ↑  Lag (1990:52) med särskilda bestämmelser om vård av unga
15. ↑  32 kap. 1 § 4 stycket Brottsbalken (1962:700)
16. ↑  32 kap. 2 § Brottsbalken (1962:700)
17. ↑  32 kap. 3 § Brottsbalken (1962:700)
18. ↑  32 kap. 5 § Brottsbalken (1962:700)
19. ↑  Lag (1998:603) om verkställighet av sluten ungdomsvård